# Oladano (Idano Gawo)
Oladano is een bestuurslaag in het regentschap Nias van de provincie Noord-Sumatra, Indonesië. Oladano telt 979 inwoners (volkstelling 2010).